# عزبة محمد عوض
قرية عزبة محمد عوض هي إحدى القرى التابعة لمركز دمنهور في محافظة البحيرة في جمهورية مصر العربية. حسب إحصاءات سنة 2006، بلغ إجمالي السكان في عزبة محمد عوض 862 نسمة، منهم 416 رجل و446 امرأة.